# Strangalia melanostoma
Strangalia melanostoma es una especie de escarabajo longicornio del género Strangalia, categorizada en la tribu Lepturini, de la subfamilia Lepturinae. Fue descrita por Bates en 1870.

## Descripción
Mide 9-12,2 mm de longitud.

## Distribución
Se distribuye por Brasil y Guayana Francesa.